# Joaquim Monteiro de Carvalho e Silva
Joaquim Monteiro de Carvalho e Silva (Campinas, 13 de novembro de 1855 — Curitiba, 7 de dezembro de 1917) foi um empresário e político brasileiro, que governou o estado do Paraná.

## Biografia
Era o décimo filho do comerciante português Antonio Monteiro de Carvalho e Silva e de Teolinda Pires Monteiro, de tradicional família paulista e, antes de completar vinte anos, foi para a capital do reino de então, o Rio de Janeiro para trabalhar.
Na Corte conseguiu fazer amizades defensoras da república como Quintino Bocaiúva, Felício dos Santos e outros, apesar de não ser letrado; no comércio conseguiu juntar alguma renda o que habilitou-o a voltar para Campinas onde deixara noiva e casou-se com a paranaense Maria do Belém Bueno Monteiro, descendente de Anhanguera e de Amador Bueno de Ribeira.
Na cidade natal faz parte do Clube Republicano junto a Campos Sales e Francisco Glicério e, com capital paulista, partiu para o Paraná de sua mulher onde montou serrarias e um banco e estabeleceu por lá novas ligações políticas com Emiliano Perneta, Vicente Machado e outro.
Proclamada a república o governador paranaense Américo Lobo Leite Pereira criou barreiras na divisa com Santa Catarina de forma que ele foi chamado pelo governo provisório, em 1890, para assumir o governo, o que fez por algumas semanas.
Na política presidiu o congresso estadual várias vezes; prefeito interino e, quando deposto o governador Generoso Marques, em 1891, compôs a junta governativa ao lado do Coronel Roberto Ferreira e Lamenha Lins.
Progrediu na indústria e na atividade bancária, tendo o estado, então bastante pobre, como principal cliente; durante o governo Santos Andrade foi por este encarregado de realizar pesquisas na Europa acerca das fronteiras com Santa Catarina, auxiliando na defesa dos interesses do estado no litígio; também foi provedor da Santa Casa de Curitiba; presidiu a Junta Comercial do Paraná, que ajudara a fundar, entre outras atividades.
Tentou, sem sucesso, estabelecer uma fábrica de vidros, outra de chapéus e uma de fósforos - iniciativas que fracassaram.
Deixou grande descendência, principalmente no Paraná e no Rio de Janeiro.